# Cantonul Beaupréau
Cantonul Beaupréau este un canton din arondismentul Cholet, departamentul Maine-et-Loire, regiunea Pays de la Loire, Franța.

## Comune
- Andrezé
- Beaupréau (reședință)
- Bégrolles-en-Mauges
- Gesté
- Jallais
- La Chapelle-du-Genêt
- La Jubaudière
- Le May-sur-Èvre
- Le Pin-en-Mauges
- La Poitevinière
- Saint-Philbert-en-Mauges
- Villedieu-la-Blouère